# フリードリヒ・バイルシュタイン

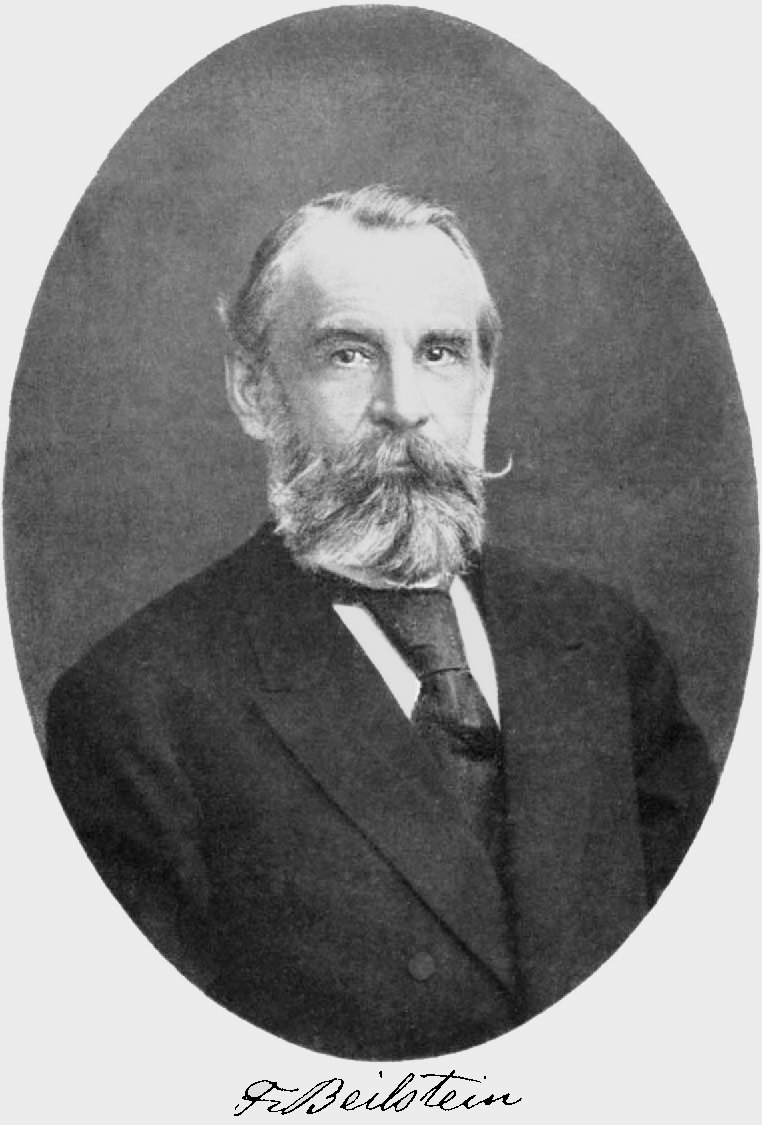

フリードリヒ・コンラート・バイルシュタイン（Friedrich Konrad Beilstein, 1838年2月17日 - 1906年10月18日）は、ロシア及びドイツの化学者。有機化学ハンドブック（Handbuch der organischen Chemie）創設者。ロシア・サンクトペテルブルク生まれ。
ゲッティンゲン大学で教育を受け、1865年にその大学で員外教授になった。そのわずか1年後に彼はゲッティンゲンを去り、サンクトペテルブルクで教授になった。

## その他
アイザック・アシモフのSF短編集『アシモフのミステリ世界』に収録されている『その名はバイルシュタイン』では、殺人事件を解決する糸口として名前がでてくる。